# Mullaghmore
Mullaghmore (Iers: An Mullach Mór) is een plaats in County Sligo, Ierland op het gelijknamige schiereiland Mullaghmore. De skyline wordt gedomineerd door de nabijgelegen Ben Bulben.

## Geschiedenis
Van de 17e tot de 19e eeuw maakte de plaats deel uit van het grote landgoed van de Temple-familie in Noord-Sligo. Het land, zo'n 12.000 hectare, werd toegekend aan Sir John Temple, 1st Viscount Palmerston en Master of the Rolls in Dublin. De derde burggraaf, Henry John Temple, beter bekend als Lord Palmerston, begon met de bouw van het Classiebawn Castle, een herenhuis dat nog steeds op het schiereiland staat. Hij bouwde ook de stenen ommuurde haven in het dorp, ontworpen door de scheepsbouwkundige Alexander Nimmo, die werd gebouwd tussen 1822 en 1841.

## Toerisme
Mullaghmore is een geliefde vakantiebestemming en een populaire locatie voor big wave surfing. Lord Mountbatten had er een buitenverblijf in Classiebawn Castle. In 1979 werd hij hier vlakbij op zijn boot vermoord door een aanslag door de provisional IRA.